# Sibirocobombus
Sibirocobombus es un subgénero de abejorros perteneciente al género Bombus.

## Hábitat y distribución
Se distribuyen por el sur de Europa: desde Italia hasta Bulgaria; por las costas del Mar Negro y del Mar Caspio y por el centro de Asia. Habitan en praderas alpinas, abiertas, o praderas semidesérticas, donde nidifican bajo tierra o en cavidades superficiales.

## Reproducción
Los machos de estos abejorros tienen los ojos notablemente mayores que los de las hembras, ojos que utilizan para localizar a sus posibles parejas. Los machos evitan el contacto con otros machos a la hora de reproducirse y no son realmente territoriales. 

## Especies
- Bombus asiaticus
- Bombus morawitzi
- Bombus niveatus
- Bombus oberti
- Bombus obtusus
- Bombus semenovi
- Bombus sibiricus
- Bombus sulfureus[1]